# Et quand viendra la fin du voyage
Et quand viendra la fin du voyage est le 10e tome de la série La Bicyclette bleue publié par Régine Deforges en 2007.

## Résumé
En 1966, le général de Gaulle emmène François en Amérique latine à la recherche de Barbie. François le voit en Bolivie et apprend qu'il a été naturalisé. À Montillac, ils ont embauché Marie-Françoise pour s'occuper des enfants. François revient en France et devient ambassadeur itinérant en décembre 1964. Léa le rejoint à La Paz. François est agressé à Santa Cruz. Léa le rejoint et tue l'infirmière qui voulait le tuer. Ils reçoivent une menace nazie. En novembre 1966, le Che se faisant passer pour Mena de l'OEA arrive à la Paz et recrute des guerrilleros. François revoit David, Juif ex-légionnaire. Ils rentrent à la Paz et apprennent qu'Adrien est parti à Cuba, suivi par Charles. La police retrouve les papiers d'Adrien à la frontière péruvienne en Bolivie. François repart à Santa Cruz. David l'emmène au camp du Che mais Adrien n'y est pas. David est blessé et disparaît à l'hôpital. Charles annonce sa venue. David est trouvé mort, torturé. François découvre qu'il avait des dossiers sur les nazis réfugiés et rentre à la Paz. Adrien y est arrêté. Ses parents le récupèrent. Barbie aide la police pour l'interrogatoire de Debray, guerrillero français. Charles est aussi arrêté en Bolivie. François apprend qu'il est marié à Olivia, fille de ministre. Il le libère et le confie à Jorge. Léa est enlevée par Tony, complice de Barbie, qui demande à François de rentrer en France. La police arrête Barbie et sa femme. Léa est échangée contre Mme Barbie. Le Che est arrêté et tué en octobre 1967. Léa recueille Olivia et son fils Lorenzo. Ils vont tous récupérer Charles. Tony tue Olivia et est tué. Charles se suicide et confie Lorenzo à Léa. Adrien leur dit que le père de sa copine Alicia est un ami de Barbie. Le président refuse d'extrader Barbie. François le capture. Le président l'échange contre Debray. Les Tavernier préparent leur retour en France.